# Chorisochora
Chorisochora là chi thực vật có hoa trong họ Acanthaceae.